# Multioppia pakistanensis
Multioppia pakistanensis är en kvalsterart som beskrevs av Hammer 1977. Multioppia pakistanensis ingår i släktet Multioppia och familjen Oppiidae. Inga underarter finns listade i Catalogue of Life.